# إدوارد هيدغدورن (سياسي)
إدوارد هيدغدورن هو سياسي فلبيني، ولد في 12 أكتوبر 1946 في باراناك في الفلبين. نشط حزبياً في لاكاس - الديمقراطيون المسيحيون والمسلمون ‏.